# Tingeltangel

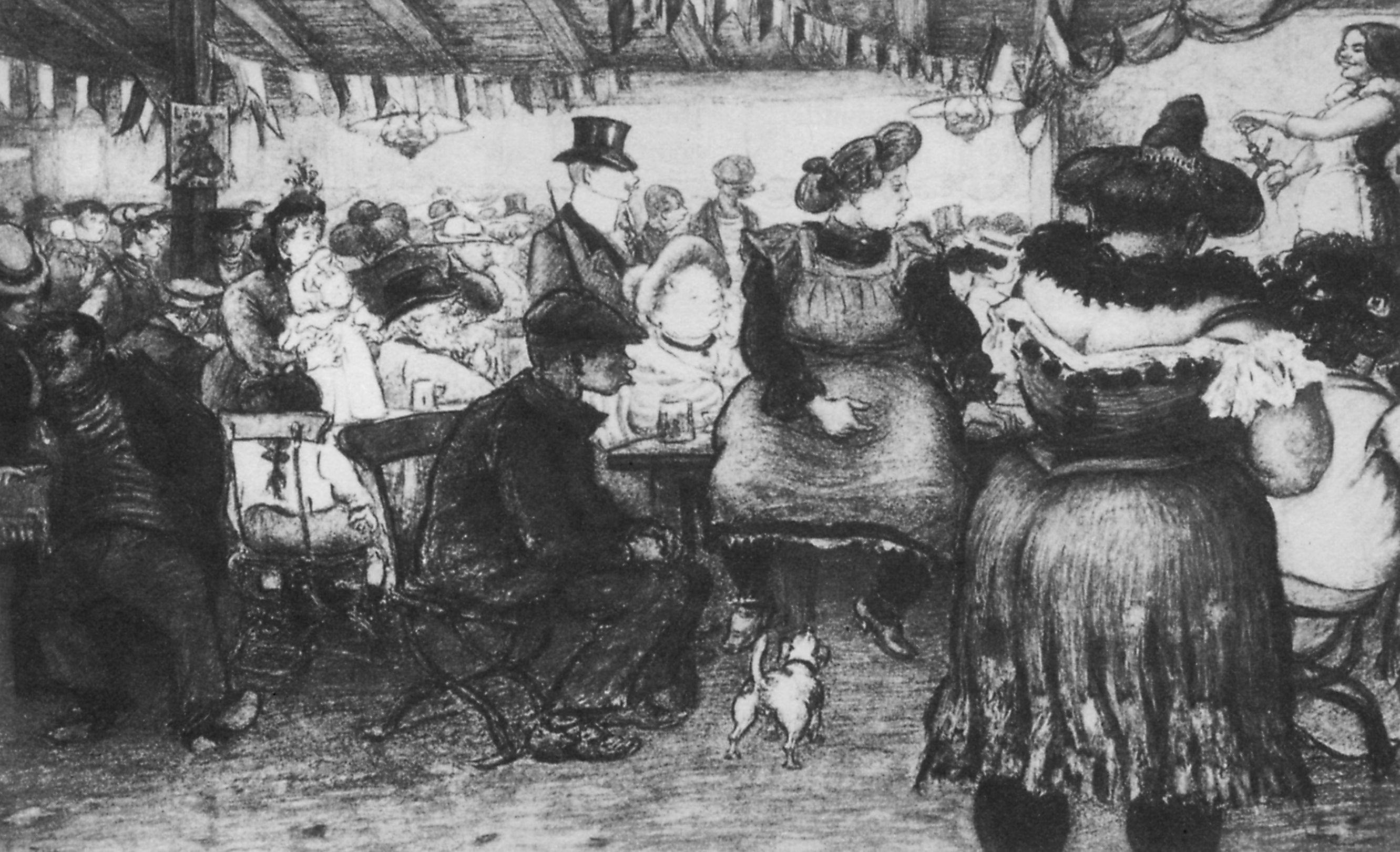
Heinrich Zille, Tingeltangel, 1903

Tingeltangel (früher auch häufiger in der Schreibweise Tingel-Tangel) ist ein meist abwertend gebrauchtes Wort für ein Varieté, billiges Tanzlokal
oder eine wandernde Kleinkunst-Darbietung.

## Etymologie
Nach Otto Ladendorfs Historischem Schlagwörterbuch (1906) ist der Begriff lautmalerisch nach dem Klang von Schlagzeuginstrumenten gebildet (vergleiche dazu auch den Eintrag „ting tang tingel tangel“ im Wörterbuch der Brüder Grimm). Er stamme aus dem Berlin der 1870er Jahre. Ein Zusammenhang besteht ferner mit dem Wort tingeln (als Künstler durch die Provinz ziehen). Laut Meyers Großem Konversations-Lexikon von 1909 erhielten die Tingeltangel „angeblich ihren Namen nach dem Gesangskomiker Tange, der im Triangelbau sein lange populär gebliebenes Triangellied zum besten gab“. Nach andern Quellen wäre das Wort Tingeltangel in diesem Zusammenhang zuerst in Hamburg, wo es viele Einrichtungen mit diesem Namen gab, aufgetaucht.

## Entstehung und Wahrnehmung
Das Tingeltangel hängt mit einer Form der Darbietung zusammen, die in der zweiten Hälfte des 19. Jahrhunderts als Konkurrenz zu den größer dimensionierten Theater- und Zirkusunternehmen entstand und mit der liberalisierten Veranstaltungs-Gesetzgebung im Zuge der Urbanisierung zusammenhängt. Nach Meyers Konversationslexikon von 1909 sei Tingeltangel ein „Berliner Ausdruck für Singhallen niedrigster Art mit burlesken Gesangsvorträgen und Vorstellungen“, zu deren Betrieb eine polizeiliche Erlaubnis nötig sei. In England und den USA wird es zumeist als Music-Hall, in Frankreich als Vaudeville und im deutschen Sprachgebiet als Varieté-Programm in Singspielhallen bezeichnet. Es handelte sich um ein gemischtes Nummernprogramm in kleinen Veranstaltungslokalen, das aus Gesangs-, Tanz-, Akrobatik- und Dressurdarbietungen sowie Kabarettnummern bestehen konnte.
Die Wahrnehmung aus kultureller und sozialer Sicht war durchgehend negativ. 1874 wurden „Tingel-Tangel … und Liebhaber-Theater“ als „Pflanz- und Brutstätten der Prostitution“ bezeichnet, gegen die die Polizeidirektion von Berlin zu Recht vorgehe. 1877 stellten die Historisch-politische Blätter für das katholische Deutschland fest: „War das Pariser Cafe chantant frivol, so ist das deutsche Tingel-Tangel gemein. Der Franzose wußte durch die ihm angeborne Grazie zu mildern, was die deutsche Plumpheit zum nackten Cynismus ausprägte.“ Offizielle Organe sahen in den „Tingeltangel genannten Theatern“ Gefahren: „Gerade durch die Verbindung der Restaurationswirtschaften mit dem Theatergewerbe wird die verderbliche Einwirkung der dramatischen Frivolität Tausenden geradezu entgegengebracht.“

## Varianten
- In den USA bildeten sich für bestimmte Varianten auch die Begriffe Sideshow und Burlesque.
- Die Namen Sideshow Bob und Sideshow Mel aus der Fernsehserie Die Simpsons werden im Deutschen mit Tingeltangel-Bob bzw. Tingeltangel-Mel wiedergegeben.
- Nach dem Ersten Weltkrieg war Tingeltangel als Titel und Name für Veranstaltungslokale beliebt: Karl Valentin hatte seit 1914 ein Kabarettprogramm namens Tingeltangel.
- Otto Rippert drehte 1922 den Film Tingeltangel, Gustav Ucicky folgte 1927 mit Tingel-Tangel.
- In Berlin gab es seit 1931 ein Tingel-Tangel-Theater.
- Tingeltangel war der deutsche Verleihtitel des österreichischen Films Praterherzen.